# Discovery (Electric Light Orchestra)
Discovery è l'ottavo album in studio del gruppo musicale di rock sinfonico britannico Electric Light Orchestra, pubblicato nel 1979.

## Tracce
Lato 1
1. Shine a Little Love – 4:43
2. Confusion – 3:42
3. Need Her Love – 5:11
4. The Diary of Horace Wimp – 4:17

Lato 2
1. Last Train to London – 4:32
2. Midnight Blue – 4:19
3. On the Run – 3:55
4. Wishing – 4:13
5. Don't Bring Me Down – 4:02

## Formazione
- Jeff Lynne – voce, chitarre, piano, sintetizzatore
- Bev Bevan – batteria, percussioni
- Richard Tandy – piano, tastiere, sintetizzatore
- Kelly Groucutt – basso, voce

## Classifiche

### Classifiche settimanali
| Classifica (1979) | Posizione massima |
| ----------------- | ----------------- |
| Australia         | 1                 |
| Austria           | 3                 |
| Canada            | 3                 |
| Finlandia         | 2                 |
| Francia           | 2                 |
| Germania          | 7                 |
| Italia            | 4                 |
| Norvegia          | 1                 |
| Nuova Zelanda     | 2                 |
| Paesi Bassi       | 6                 |
| Regno Unito       | 1                 |
| Spagna            | 1                 |
| Stati Uniti       | 5                 |
| Svezia            | 2                 |
| Svizzera          | 3                 |

### Classifiche di fine anno
| Classifica (1979) | Posizione |
| ----------------- | --------- |
| Australia         | 2         |
| Austria           | 6         |
| Canada            | 5         |
| Francia           | 16        |
| Germania          | 22        |
| Italia            | 15        |
| Nuova Zelanda     | 7         |
| Paesi Bassi       | 29        |
| Regno Unito       | 2         |
| Spagna            | 9         |
| Stati Uniti       | 74        |
| Classifica (1980) | Posizione |
| Australia         | 48        |
| Regno Unito       | 89        |